# Halanaerobium acetethylicum
Halanaerobium acetethylicum è una specie di batterio appartenente alla famiglia delle Halanaerobiaceae.